# Бутенко, Сергей Александрович
Сергей Александрович Бутенко (род. 2 декабря 1960, Новошахтинск, Ростовская область) — советский футболист и российский тренер. Играл на позициях нападающего и полузащитника.

## Карьера

### Клубная
Один из первых выпускников ростовской футбольной школы-интерната. Бо́льшую часть карьеры провёл в клубах второй лиги СССР. В первой лиге сыграл 9 матчей за «Зарю» Ворошиловград в 1981 году и 26 игр (2 мяча) в свой последний сезон — в 1992 году в составе новороссийского «Гекриса».

### Тренерская
В 1992—1997 годах был помощником главного тренера «Черноморца», в конце 1995 года провёл 4 матча в качестве исполняющего обязанности главного тренера. В дальнейшем работал тренером и главным тренером клубов России, Узбекистана («Пахтакор»), Финляндии (ТП-47). Окончил Ростовский государственный педагогический институт по специальности физическая культура, ВШТ. Имеет лицензию категории «А». С 2010 по 2015 годы — главный тренер «Таганрога».